# جبل مشهد الطير الإبراهيمي

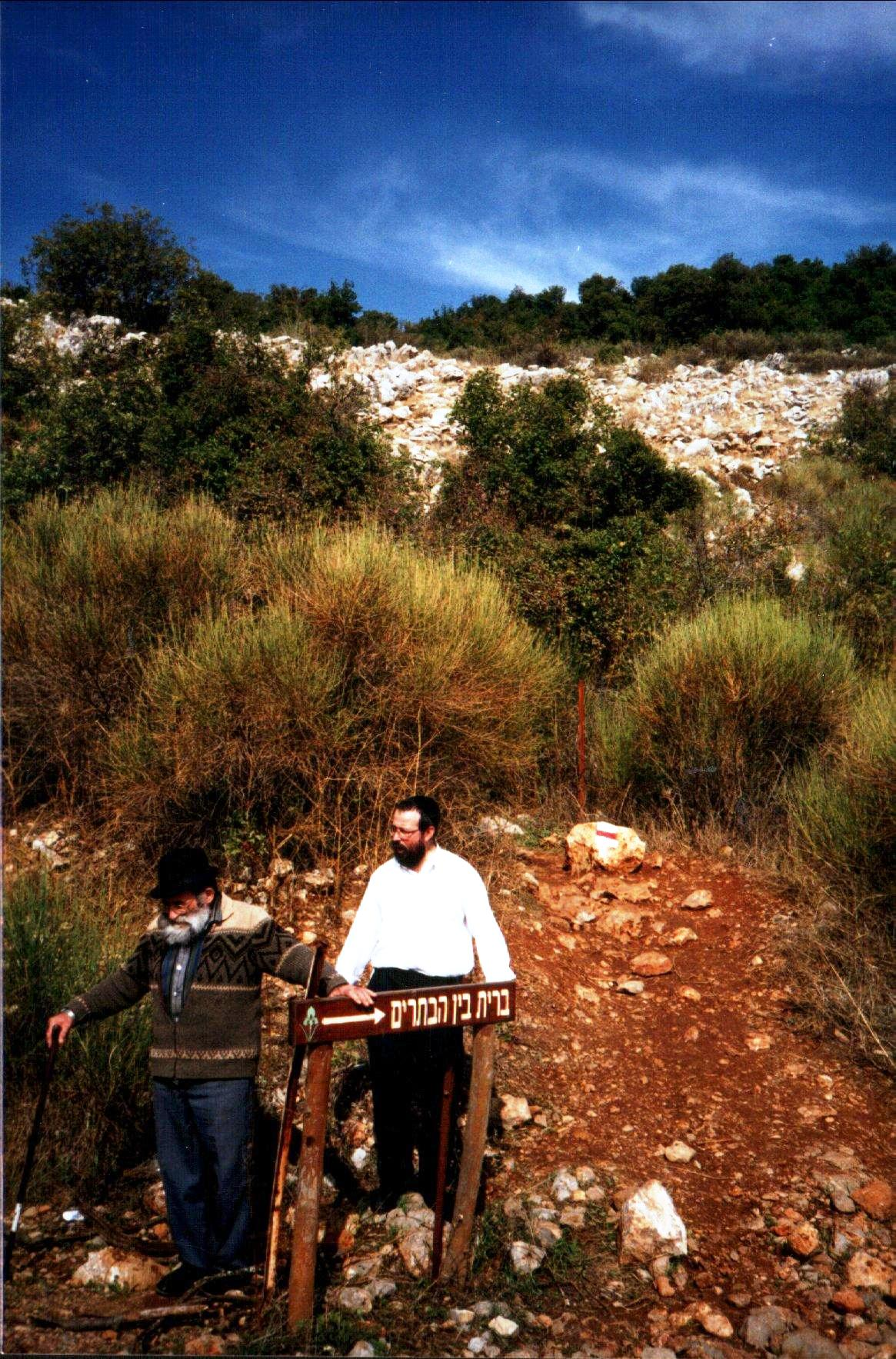
الطريق إلى الموقع

جبل مشهد الطير الإبراهيمي (جبل بيتاريم) هي إحدى قمم جبل الشيخ وطبقًا للثقافة اليهودية، يعتبر هذا موقع ميثاق الأطراف بين إبراهيم والله. وطبقًا للثقافة الإسلامية، فإن هذا الموقع هو المكان الذي شهد حدثًا ذكره القرآن الكريم وهو أمر الله لإبراهيم بأن يذبح أربعة أنواع مختلفة من الطيور ويقطعهن، ثم بعد ذلك بعثها الله إلى الحياة مجددًا. ويطلق عليه في العربية بناء على هذا القصة «مشهد الطير الإبراهيمي» أو «المكان المقدس لقصة إبراهيم مع الطير».

## من الناحية الأثرية
يتضمن الموقع بقايا مستوطنة قديمة تشمل عتبات زراعية وأواني فخارية من الفترة الهيلينية والبيزنطية. ويتضمن هذا الموقع أيضًا خزاني مياه كبيرين وخمسة هياكل مقابر.